# Jukhö
A jukhö (hangul: 육회, handzsa: 肉膾, RR: yukhoe) a tatárbifsztek koreai változata. Darált, nyers marhahús fűszeres szósszal.

## Elkészítési módja
A nyers marhahúsról levágják a faggyús részeket, majd ledarálják és megfűszerezik. Szójaszószt, cukrot, sót, szezámolajat, vöröshagymát, fokhagymát, szezámmagot, őrölt fekete borsot és japán körtét adnak hozzá. Díszítésnek tojássárgáját használnak, amit külön tálba, vagy a marhahús tetejére helyeznek.
Marhabelsőségeket is szoktak hozzáadni, májat, vesét és szívet. A hozzávalókat alaposan megtisztítják és sózzák, majd apróra vágják.

## Régi receptek
Jukhö (Yukhoe)-receptek gyűjteménye található meg a koreai Siidzsonszo (Siuijeonseo) (시의전서) könyvben, amit a tizenkilencedik század végén írtak. Ebben a könyvben az egyik recept szerint a darált marhahúst olyan pácban kell érlelni, ami apróra vágott vöröshagymát, fokhagymát, őrölt fekete borsot, mézet, fenyőmagot, szezámmagot, sót és olajat tartalmaz. Ecetet is lehet hozzáadni a páchoz, kevés cukorral és csilipaprikával.

## Fordítás
- Ez a szócikk részben vagy egészben  a   Yukhoe című spanyol Wikipédia-szócikk ezen változatának fordításán alapul.  Az eredeti cikk szerkesztőit annak laptörténete sorolja fel. Ez a jelzés csupán a megfogalmazás eredetét és a szerzői jogokat jelzi, nem szolgál a cikkben szereplő információk forrásmegjelöléseként.